# Modelado de información de construcción

Niveles de desarrollo BIM (LOD) con los aspectos y escalas que abarcan según su grado.

El modelado de información de construcción (BIM, Building Information Modelling), también llamado modelado de información para la edificación, es un conjunto de procesos y métodos para la generación y gestión de datos de un edificio u obra de arquitectura y/o ingeniería civil durante su ciclo de vida, utilizando para ello un modelo digital compartido entre distintos actores de la cadena de valor. El objetivo es reducir tiempo y recursos en el diseño, la construcción y la gestión del activo. BIM se fundamenta en la colaboración interdisciplinar y el intercambio de información con otras herramientas de software, como GIS, etc. Para asegurar una gestión coherente de la información y facilitar el intercambio de datos, BIM se basa en diversos estándares internacionales.
Los softwares de modelado y gestión BIM más utilizados en este campo del diseño arquitectónico y civil son, Autodesk Revit, ArchiCAD y Navisworks.

## Origen del BIM
Existen varios puntos de vista acerca del origen de este concepto. Empresas pioneras en la aplicación del concepto BIM fue Graphisoft, de Hungría, que lo implementó con el nombre Virtual Building (Edificio Virtual) desde 1984 en su programa ArchiCAD, como también VectorWorks en 1985 (anteriormente MiniCAD de Diehl Graphsoft) reconocidos por ser los primeros software CAD para computadora personal capaces de crear tanto dibujos en 2D como 3D y también la incorporación de lenguaje capaz de producir reportes; Autodesk comenzó utilizar el concepto BIM desde 2002 cuando compró la compañía texana Revit Technology Corporation por 133 millones de dólares, mientras que otros postulan que fue el profesor Charles M. Eastman, del Georgia Tech Institute of Technology, el primero en difundir el concepto de modelo de información de edificación, como un sinónimo de BIM, a inicios de los setenta en numerosos libros y artículos académicos. Sin embargo, parece haber un consenso generalizado acerca de que Jerry Laiserin fue quien lo popularizó como un término común para la representación digital de procesos de construcción, con el objetivo de intercambiar e interoperacionalizar información en formato digital. Esta capacidad hoy es ofrecida por diferentes proveedores tecnológicos como: Bocad, Tekla, Nemetschek, Sigma Design, Autodesk, StruCad de AceCad Software, Bentley Systems, AVEVA Solutions, Graphisoft, ACCA software, sds/2 por Design Data (líder en ingeniería de detalle), CADDetails, Dlubal Software, Esri, entre otros. 
Por otra parte, el concepto de BIM, en el área de la arquitectura y la construcción, presenta varias opciones en cuanto a plataformas y software para su implementación.
En 1978 se presentó la primera versión de SigmaGraphics, desarrollado por Sigma Design International, de Alexandria, Luisiana, el cual posteriormente se denominó ARRIS CAD en el año de 1984: un entorno completamente dedicado a la arquitectura y la construcción. Este software originalmente fue desarrollado para entornos multitarea tales como UNIX/XENIX y actualmente trabaja bajo sistemas operativos de Windows.

## Definición

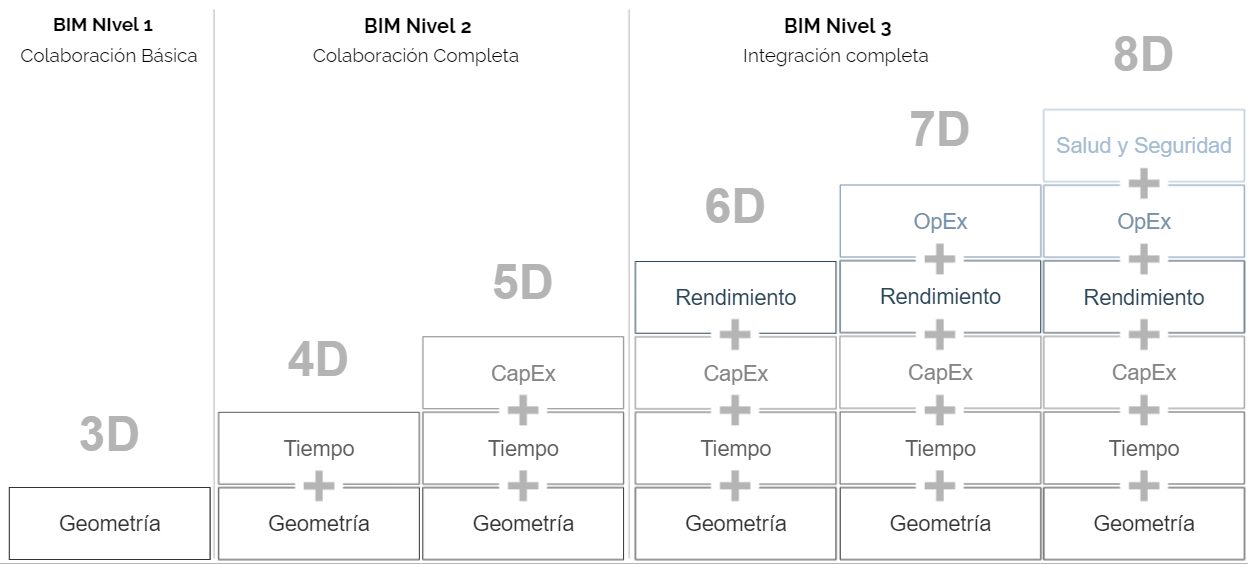
Relación entre niveles de BIM y Dimensiones del proceso de construcción

BIM concierne tanto a la geometría, a la relación con el espacio, a la información geográfica, a las cantidades y las propiedades de los componentes de un edificio o infraestructura (por ejemplo, detalles de fabricantes de puertas o datos energéticos de un equipo). BIM puede ser utilizado para ilustrar el proceso completo de edificación, ingeniería civil, de mantenimiento e incluso de demolición (ahora se reciclan más materiales). Cantidades de materiales y propiedades compartidas pueden ser extraídas fácilmente. Además, ámbitos laborales, detalles de componentes y secuencias de actividades de construcción pueden ser aislados y definidos.
Los software BIM son capaces de lograr dichas mejoras por medio de representaciones de las partes y los componentes que están siendo utilizados en la construcción de un edificio o infraestructura civil. La representación asistida por computadora basada en objetos es un cambio sustancial en la tradicional elaboración basada en la representación vectorial.

Su uso se extiende a la gestión del proyecto. Por medio del modelado, un equipo de trabajo puede generar
de forma automática y organizada toda la documentación referente al mismo, además de obtener
la integración con otras disciplinas y detectar conflictos entre las mismas. También aporta mayor
precisión en mediciones y presupuestos, facilidad en la gestión de archivos y su tramitación entre los
diversos agentes, mensajería, una diversa automatización de procesos y principalmente un sustancial crecimiento en la colaboración.

Su uso ha sido descrito también como un Entorno Virtual de Enseñanza Aprendizaje que puede ser usado para el desarrollo de competencias transversales en el ámbito de la Educación Superior.